# Août 2005

## Actualités du mois

### Lundi1eraoût2005
- Mort du roi Fahd d'Arabie saoudite :
  - Arabie saoudite : mort du roi Fahd d'Arabie saoudite. Le prince héritier Abdallah devient roi et Sultan devient prince héritier.
  - Algérie : un deuil national de trois jours a été décrété après le décès du roi Fahd d'Arabie saoudite.
  - Espagne : à la suite du décès du roi Fahd d'Arabie saoudite, la journée de mardi est décrétée jour de deuil national dans le pays.
  - France : Jacques Chirac se rendra à Riyad mardi soir pour assister aux obsèques du roi Fahd d'Arabie saoudite.
- Iran : malgré la pression des États-Unis, de l’Union européenne et de l’AIEA, le gouvernement annonce la reprise immédiate de la conversion de l’uranium (préalable à l’enrichissement), qu’elle ne considère pas comme de l’enrichissement, à l’usine d’Ispahan.
- France : un avion Canadair s’est écrasé près de Calvi, tuant ses deux pilotes.
- France : baisse du taux du livret A à 2 %.
- France : le ministre des Transports Dominique Perben annonce la réouverture du tunnel du Fréjus, fermé à la suite d'un accident, jeudi.
- France : le garde des Sceaux Pascal Clément propose de modifier les lois permettant de combattre le terrorisme.
- Roumanie : la canicule a fait au moins 56 morts, selon le ministère de la Santé. Les rivières sont asséchées (au moins 230 km dans la Vienne
- Russie : une explosion sur un sous-marin nucléaire en cours de démantèlement fait un mort et un blessé.
- États-Unis : mort d’Al Aronowitz, pionnier américain du journalisme rock, d’un cancer à l’âge de 77 ans à Elisabeth dans le New Jersey.
- Suisse, fête nationale : le président de la Confédération, Samuel Schmid, se fait insulter par des nationalistes et doit quitter la prairie du Grütli avant l’hymne national.
- France : mort du général français Jeannou Lacaze, ancien Chef d’état-major des armées à l’âge de 81 ans.
- Égypte : mort de l’acteur et réalisateur égyptien Mohamed Tawfik au Caire à l’âge de 75 ans.

### Mardi2 août 2005
- États-Unis : le président George W. Bush nomme John R. Bolton ambassadeur américain à l’ONU par décret.
- Terrorisme : l’Égypte annonce avoir tué le suspect numéro un des attentats de Charm el-Cheikh.
- Canada, Vol Air France 358 : un Airbus A340 de la compagnie Air France, transportant à bord 297 passagers et douze membres d’équipage, a pris feu lors de son atterrissage raté sur une piste de l’aéroport Pearson de Toronto. L’appareil aurait été touché par la foudre. Le vol AF358 est parti de l’aéroport de Paris-Charles-de-Gaulle et devait arriver à Toronto vers 22 h 12, heure française. Selon un officiel canadien, Steve Shaw, il y aurait quarante-trois blessés légers. Les quotidiens La Presse et The Gazette ont titré « C’est un miracle !», « It's a miracle! » en page couverture.
- Arabie saoudite : cet après-midi ont eu lieu à Riyad les funérailles du roi Fahd auxquelles de nombreuses personnalités étaient présentes.
- États-Unis : Apple présente la Mighty Mouse, une souris nouvelle génération pour ses Macintosh.
- Iran : le juge iranien Masoud Moqadasi qui avait jugé et condamné en première instance l’influent journaliste Akbar Gandji a été assassiné d’une balle dans la tête par un tireur à moto alors qu’il quittait ses bureaux du centre de Téhéran.
- France : le dernier conseil des ministres avant la pause estivale a validé les ordonnances, instituant notamment le contrat nouvelles embauches.
- France : 351 fœtus et corps d’enfants mort-nés ont été trouvés dans la chambre mortuaire de l’hôpital Saint-Vincent-de-Paul à Paris. Certains fœtus pourraient dater de plus de vingt-cinq ans, et étaient conservés en dehors de tout cadre juridique. Une double enquête, judiciaire et administrative, a été ouverte.
- Turquie : de fortes pluies ont provoqué d’importantes inondations et glissements de terrain dans le nord du pays, provoquant la mort d’au moins six personnes, tandis que sept autres sont portées disparues.
- Chine : une fuite de gaz dans une mine de charbon dans la province centrale de Henan a tué au moins 24 mineurs. Dix-sept mineurs se sont échappés et deux sont toujours portés disparus.
- Irak : le journaliste américain indépendant, Steven Vincent, 50 ans, a été enlevé par des inconnus dans la ville de Bassora et tué. Il s’agirait du premier cas de rapt et d’assassinat d’un journaliste américain en Irak depuis l’invasion du pays en mars 2003.

### Mercredi3 août 2005
- Espace : légère réparation de la navette Discovery en orbite.
- France : treize ouvriers polonais employés en sous-traitance par les Chantiers de l'Atlantique ont reçu 30 000 € d’arriérés de salaires, après plusieurs semaines de revendication et une grève de la faim.
- Vol Air France 358 : aucune victime dans l’accident de l’Airbus à Toronto.
- Irak : la CIA entraînait des Irakiens pour déstabiliser Saddam Hussein dès 2002.
- Mauritanie : des militaires, pour la plupart membres de la garde présidentielle, ont perpétré un coup d’État à Nouakchott en prenant le contrôle du siège de l’état-major des armées, de la radio et de la télévision nationales en l’absence du chef de l’État Maaouiya Ould Sid'Ahmed Taya parti lundi pour assister mardi aux funérailles du roi Fahd. « Les forces armées et de sécurité ont unanimement décidé de mettre fin aux pratiques totalitaires du régime déchu dont notre peuple a tant souffert ces dernières années », explique l’armée dans un communiqué. Tard dans la soirée les putschistes ont nommé Ely Ould Mohamed Vall, un colonel de l’armée et chef de la police nationale, président de la junte militaire.
- Économie : l’équipementier sportif Adidas annonce le rachat de son concurrent Reebok.
- Iran : prise de fonction du nouveau président iranien Mahmoud Ahmadinejad.
- Japon : l’ancien chef français du prestigieux hôtel de Tokyo, l’Impérial, Nobuo Murakami, est mort d’une crise cardiaque à l’âge de 84 ans.
- France : Annabel Buffet, romancière et veuve du peintre Bernard Buffet, est morte mercredi à Paris et a été incinérée vendredi dans l’intimité familiale au cimetière du Père-Lachaise.
- France : Naissance de Gabriel Mathieux
- France : mort de l’écrivain et pionnière du mouvement féministe des années 1970, Françoise d'Eaubonne, à Paris. Elle était âgée de 85 ans.
- Canada : le sergent à la retraite Ernest Alvia Smith, est mort à Vancouver à l’âge de 91 ans. Il était le dernier récipiendaire vivant de la croix de Victoria, la médaille du courage la plus haute décernée à un membre des forces britanniques et du Commonwealth.
- France, Bayonne : ouverture des fêtes de Bayonne qui rassemblent près d’un million et demi de visiteurs.

### Jeudi4 août 2005
- Israël : un soldat déserteur, extrémiste juif, a tué quatre personnes, des chrétiens et des musulmans israéliens, dans un bus près de Shfaram en Galilée, avant d’être lynché par la foule.
- Groenland : le Danemark envoie un bateau patrouilleur vers l’île Hans pour maintenir la souveraineté danoise sur l’île, en réplique à la visite effectuée sur l’île le 25 juillet par le ministre canadien de la défense, Bill Graham.
- Sciences, clonage : des scientifiques sud-coréens ont cloné le premier chien.
- Amérique latine, politique : le président du Suriname, Ronald Venetiaan vient d’être réélu pour un troisième mandat.
- Canada, politique : le Premier ministre Paul Martin annonce que la journaliste Michaëlle Jean sera nommée gouverneure générale, en remplacement d’Adrienne Clarkson.
- Turquie : deux personnes ont été tuées et quatre autres blessées, dans la nuit à Istanbul, lors d’une explosion dont l’origine n’a pas encore été déterminée. L’explosion a eu lieu peu après minuit dans le quartier résidentiel de Pendik, situé dans la partie asiatique de la ville.
- États-Unis, Économie : l’entreprise Lego a vendu ses parcs d’attraction Legoland à la société Ameworland.
- Terrorisme : dans une vidéo diffusée par la chaîne Al Jazeera, le chef-adjoint d’Al-Qaïda, Ayman Al-Zaouahiri menace Londres de davantage de destructions (nouvelles actions terroristes), ajoutant que le premier ministre britannique Tony Blair en sera responsable. Il menace également les États-Unis, en particulier Washington de catastrophes pires que ce qu’ils ont connu au Viêt Nam. Zawahiri a par ailleurs accusé le président américain George W. Bush, la secrétaire d’État américaine Condoleezza Rice et le secrétaire d’État à la Défense Donald Rumsfeld de cacher la vérité sur ce qui se passe en Irak.
- Mauritanie : le nouveau régime a dissous le parlement, tout en proposant au gouvernement de rester en place, au lendemain d’un coup d'État sans effusion de sang, condamné par l’Union africaine qui a suspendu ce pays de ses rangs et appelé à un retour à « l’ordre constitutionnel ».
- Italie : le frère du pape Benoît XVI, MgrGeorg Ratzinger, est hospitalisé à la polyclinique Gemelli de Rome pour des problèmes cardiaques. Les médecins lui ont placé un pacemaker. Georg Ratzinger séjournait avec son frère à Castel Gandolfo, résidence d’été du pape au sud de Rome.
- Russie : l’AS-28, un bathyscaphe militaire russe de la classe Pritz est immobilisé sur le fond d’une baie du Kamtchatka avec environ trois jours de réserves d’oxygène. Les autorités militaires assurent qu’ils sont dans un état « normal ». Pour les secourir, un deuxième sous-marin de poche similaire devrait être utilisé. Au cours d’un exercice de routine dans la baie Berezovaïa à 75 kilomètres au sud de la ville de Petropavlovsk-Kamtchatski, le bathyscaphe s’est accroché à un objet non identifié (antenne d'un hydrophone ou filets de pêche) et coule à une profondeur de 190 mères. Les autorités russes demandent de l’aide du Japon, du Royaume-Uni et des États-Unis. Un ROV britannique parvenu sur place parvient à sectionner les câbles retenant le sous-marin et celui-ci peut remonter à la surface le 7 août à 16 h 26 (heure locale) (3 h 26 UTC).

### Vendredi5 août 2005
- États-Unis : à l’occasion de l’anniversaire de la mort de Marilyn Monroe, l’ancien avocat-général adjoint de Los Angeles, John Miner a dévoilé aujourd’hui dans la presse des notes inédites des confessions de l’actrice à son psychiatre qui remettent en cause son caractère suicidaire. Il aimerait qu’une nouvelle autopsie soit réalisée sur l’actrice et pense que les barbituriques en grandes doses trouvés dans son corps auraient pu lui être administrés par quelqu’un d’autre.
- Ukraine, scandale : le fils de Viktor Iouchtchenko, Andriy, est le possesseur exclusif de tous les droits d’auteur de tout le merchandising de la Révolution orange, selon les révélations d’un journal ukrainien. Cela lui aurait rapporté 81 millions d’euros.
- Brésil, politique : des avocats demandent la destitution du président brésilien Lula, accusé de corruption, malgré l’absence de preuve.
- Algérie : un Boeing 747 d’Air Algérie assurant un vol régulier entre Alger et Marseille a fait demi-tour sur l’aéroport d’Alger à la suite d’un incident technique. La décision prise par le commandant de bord de revenir sur Alger a été motivée par une alarme indiquant une surchauffe du système de prélèvement d’air au niveau du pylône du réacteur N1. Les passagers du vol ont été pris en charge par les équipes d’escale d’Air Algérie et ré-embarqués sur un avion de substitution, un A-330/200 à destination de Marseille.
- Espagne : le chef du gouvernement espagnol José Luis Rodriguez Zapatero se remet d’une déchirure musculaire à la jambe gauche qu’il s’est faite hier pendant une partie de basket-ball avec des amis sur l’île de Lanzarote, aux îles Canaries. Le président du gouvernement était arrivé mercredi pour passer ses vacances sur l’île et fêter son 45e anniversaire hier. Selon son porte-parole, la blessure n’est pas grave et ne nécessite qu’un ou deux jours de repos.
- Hongrie : Laszlo Solyom est devenu le troisième président post-communiste à l’issue d’une brève cérémonie d’investiture au palais Sandor de Budapest. Il succède à Ferenc Mádl, dont le mandat de cinq ans a expiré jeudi à minuit. Âgé de 63 ans, il a été élu par le Parlement au troisième tour de scrutin le 7 juin, sur proposition du principal parti de l’opposition de centre-droit, ce qui a provoqué une crise politique au sein de la coalition de centre-gauche au pouvoir.
- Ouganda : le président ougandais Yoweri Museveni a affirmé que la mort de l’ancien chef rebelle soudanais John Garang n’était « peut-être pas » un accident, contredisant ainsi la version officielle. Une commission d’enquête internationale a été mise en place au Soudan, composée de l’Ouganda, du Kenya, des États-Unis, du Canada et de la Russie.
- France, Drôme : deux personnes ont été tuées dans le crash d’un hélicoptère à Treschenu-Creyers.
- États-Unis : le président de la Cour suprême américaine, William Rehnquist, qui souffre d’un cancer de la thyroïde, a été hospitalisé brièvement pour une fièvre à l’hôpital d’Arlington en Virginie.
- Maroc : une embarcation d’immigrés clandestins a fait naufrage à Tarfaya dans le sud du pays faisant de 23 morts. Les victimes sont probablement originaires d’Afrique subsaharienne. Deux rescapés, un Malien et un Sénégalais ont été interpellés et une enquête judiciaire a été ouverte.
- Allemagne : un Italien armé d’un couteau a blessé huit personnes, dont quatre grièvement dans un bus bondé de Munich. L’homme a finalement été arrêté. Il s’est avéré saoul et incapable d’expliquer son geste.
- Équateur : lors d’une conférence de presse et à la surprise générale, le président équatorien Alfredo Palacio s’est dit prêt à quitter le pouvoir si les appels à sa démission se multiplient de la part de la population.
- France : mort de monseigneur Jean Dardel, ancien évêque émérite de Clermont-Ferrand. Il est décédé à Toulouse à l’âge de 86 ans.

### Samedi6 août 2005
- Amérique latine, médias : Telesur, une chaîne de télévision qui vient d’être créée par les pays d’Amérique latine afin de contrecarrer l’hégémonie médiatique d’autres grandes chaînes internationales connaît des difficultés. Officiellement lancée le 24 juillet, la chaîne est indisponible dans certains pays et n’est diffusée que très partiellement dans d’autres.
- Royaume-Uni : mort de l’ancien ministre britannique des Affaires étrangères, Robin Cook, après avoir eu un malaise lors d’une randonnée dans les montagnes du nord de l’Écosse. Il avait 59 ans.
- France : 19 personnes ont été intoxiquées dont certaines grièvement dans l’incendie d’une motrice de métro à la station Simplon, à Paris.
- Italie : un avion de la compagnie Tuninter, une filiale de Tunis Air, avec 34 passagers à bord tous de nationalité italienne, et cinq membres d’équipage tunisiens, a effectué un amerrissage d’urgence au large de Palerme. L’appareil, un ATR 42 de Tunisair, reliait Bari à Djerba en Tunisie. D’après l’agence de presse ANSA, citant un procureur de Palerme, treize corps ont été récupérés, trois personnes sont portées disparues. Le nombre officiel de survivants s’établit à 3 dont plusieurs grièvement blessés. Le bi-turbopropulseur «a eu des problèmes de moteur et essayait d’effectuer un atterrissage d’urgence à l’aéroport de Palerme et a dû amerrir dans la mer», a déclaré la porte-parole d’ENAV, l’Aviation civile italienne. Les raisons de l’accident n’étaient pas encore connues.
- Histoire : il y a soixante ans, à 8 h 15, Enola Gay larguait « Little Boy » sur Hiroshima. Le monde venait d’entrer dans l’ère nucléaire. Trois jours plus tard, Nagasaki subissait le même sort.
- Iran, nucléaire : Téhéran a rejeté les propositions de coopération de trois pays européens (qui négocient au nom de l’Union européenne), l’Allemagne, la France et la Grande-Bretagne, les jugeant inacceptables.
- Espace : la navette spatiale Discovery s’est désarrimée de la Station spatiale internationale comme prévu dans la mission STS-114. Elle rentrera sur terre lundi.
- Chine : plus d’un million de personnes ont été évacuées avant l’arrivée du typhon Matsa sur la côte sud-est du pays. Le typhon a déjà provoqué la mort d’au moins une personne et détruit plusieurs des bâtiments. Après avoir déversé des pluies torrentielles sur Taïwan, le typhon est arrivé sur la Chine continentale près de la ville de Yuhuan dans la province du Zhejiang, où les autorités ont procédé à des évacuations de masse. Il est à environ 300 kilomètres au sud de Shanghaï et devrait passer à l’ouest de la ville. Les quelque vingt millions d’habitants de Shanghai ont reçu pour consigne de rester chez eux et de prendre des précautions contre les éventuels vols de débris. Les deux aéroports de la ville ont été fermés.
- Cuba : mort du chanteur cubain Ibrahim Ferrer, un des membres les plus célèbres du mythique groupe musical Buena Vista Social Club, au Centre d’Investigations médico-chirurgical de La Havane où il avait été admis il y a quelques jours pour des symptômes de gastroentérite alors qu’il revenait d’une tournée d’un mois en Europe. Il avait 78 ans.
- Lettonie : mort de la poétesse et romancière Vizma Belsevica, l’un des auteurs lettons les plus connus, à l’âge de 74 ans des suites d’une longue maladie.
- États-Unis : mort du colonel Joseph Rogers, légende de l’aviation américaine qui a piloté des avions de combat pendant trois guerres et possède toujours le record de vitesse pour un avion à moteur unique. Il est mort à Healdsburg à l’âge de 81 ans.

### Dimanche7 août 2005
- Zambie : la Zambie a extradé Haroon Rashid Aswad vers la Grande-Bretagne où il est suspecté de complicité dans les attentats du 7 juillet 2005 à Londres.
- Russie : sauvetage réussi du Priz, ce bathyscaphe militaire russe immobilisé sur le fond d’une baie du Kamtchatka dans le Pacifique depuis le 4 août. Les câbles qui le retenaient sous l’eau à 190 mètres de profondeur, ont été sectionnés par Scorpio, un robot sous-marin britannique dépêché sur les lieux. Les sept membres de l’équipage sont tous sains et saufs.
- Israël : démission du ministre israélien des Finances et ancien premier ministre Benyamin Netanyahou en raison de son opposition au plan de retrait de la bande de Gaza. C’est Ehud Olmert qui le remplace.
- Mauritanie : le premier ministre Sghair Ould M'Bareck a présenté sa démission et celle de son gouvernement.
- Allemagne : un important incendie a dévasté le Schloss Hôtel d’Elmau, hôtel de luxe des Alpes allemandes près de la station de ski de Garmisch-Partenkirchen. Dix personnes, dont deux pompiers, ont été légèrement blessées. L’incendie aurait été provoqué par une couverture électrique défectueuse[1].
- Chine : 123 mineurs sont bloqués dans un des puits de la mine de charbon Daxing près de la ville de Xingning, dans la province de Guangdong.
- France : cinq personnes, dont quatre enfants, ont été intoxiquées par des émanations de chlore à la piscine municipale de Saint-Amand-les-Eaux entraînant l’évacuation des quarante personnes qui s’y trouvaient. Les cinq personnes intoxiquées ont été transportées à l’hôpital pour y être placées en observation. Vingt-huit autres personnes ont été examinées sur place. La piscine a été fermée et les locaux ventilés. On ignore l’origine du problème.
- Tchad : remaniement ministériel, quinze ministres quittent le gouvernement.
- Mauritanie : Sidi Mohamed Ould Boubacar, ancien ambassadeur de Mauritanie en France a été nommé au poste de premier ministre par le chef de la junte, le colonel Ely Ould Mohamed Vall. Le nouveau chef du gouvernement, âgé de 49 ans, était revenu samedi de France, où il servait comme ambassadeur depuis 2004.
- France : le président du FN Jean-Marie Le Pen a affirmé dimanche qu’il avait « toutes les chances » d’être, comme en 2002, présent au second tour de l’élection présidentielle de 2007 mais cette fois-ci face au candidat de la gauche. Selon ses pronostics, la droite comptera, outre lui-même, plusieurs candidats au premier tour : « un candidat chiraquien, l’actuel président Jacques Chirac ou le premier ministre Dominique de Villepin, ainsi que le président de l’UMP Nicolas Sarkozy, le président de l’UDF François Bayrou et le président du MPF Philippe de Villiers. À gauche, il y a beaucoup trop d’éléphanteaux mais ils ont l’esprit de conservation. Ils n’iront pas à la lutte et préféreront choisir un candidat neutre », a-t-il ajouté en citant le nom de la socialiste Ségolène Royal. Il s’est par ailleurs dit persuadé d’obtenir les 500 parrainages d’élus nécessaires à son entrée en lice.
- États-Unis : mort du journaliste américain, présentateur vedette de la chaîne ABC, Peter Jennings, des suites d’un cancer des poumons. Il avait 67 ans.

### Lundi8 août 2005
- Iran : Téhéran reprend la conversion de l’uranium à son usine d’Ispahan sous la surveillance de l’Agence internationale de l'énergie atomique (AIEA).
- Chine : une explosion au gaz dans une mine de charbon Wanzi située à Liupanshui, dans la province de Guizhou a fait au moins 14 morts et 2 disparus. Vingt-trois mineurs ont réussi à sortir de la mine après l’explosion.
- Japon : le gouvernement japonais a décidé de dissoudre la Chambre du Parlement, permettant ainsi à des élections anticipées. Le Premier ministre Jun'ichirō Koizumi a convoqué une réunion extraordinaire de son cabinet peu après le rejet par le Sénat de la privatisation de la Poste japonaise. Les élections législatives anticipées auront lieu le 11 septembre.
- Espace : le retour de Discovery dans le cadre de la mission STS-114 a été reporté à mardi 9 août en raison d’une météo défavorable en Floride mettant fin à la rumeur sur le fait que le train de pneus du train d’atterrissage de la navette est de la marque Michelin. Cela fait donc durer le suspense autour de ce premier atterrissage d’une navette spatiale américaine depuis la désintégration de Columbia en 2003. (AFP)
- Turquie : au moins deux personnes sont mortes et six autres ont été blessés dans une explosion suspecte à Istanbul.
- Espagne : 18 personnes ont été hospitalisées en raison de la vague de chaleur qui touche le pays depuis plusieurs semaines.
- Brésil : des cambrioleurs ont dérobé pendant le week-end au moins 150 millions de reals (52 millions d’euros) au siège de la Banque centrale à Fortaleza.
- Palestine : un haut responsable de l’Autorité palestinienne a révélé que les soupçons suivant lesquels l’ancien président Yasser Arafat aurait été empoisonné ont été confirmés par la commission spéciale dans un rapport médical.
- Espagne : deux étrangers du même sexe pourront se marier si l’un d’entre eux réside dans le pays. Leur union sera valide même si aucune législation de leur pays ne permet de tels mariages.
- Allemagne : un incendie qui s’est déclaré dans la cage d’escalier d’un immeuble d’habitation de quatre étages de Berlin a fait neuf morts dont cinq enfants et 50 blessés dont 25 ont été hospitalisés, quinze sont dans un état grave. La police soupçonne un geste criminel et a ouvert une enquête.
- États-Unis : Eleanor Cook et Ray Hultman, deux des jurés qui ont acquitté Michael Jackson ont déclaré sur une chaîne américaine regretter leur décision et affirment qu’ils ont voté comme les autres après avoir été menacés d’exclusion par le président du jury. Ils doivent chacun publier un livre sur le procès.
- France : mort à Tours de l’écrivain algérien Jamel Eddine Bencheikh, des suites d’un cancer. Il était un grand spécialiste du monde arabe et de la poésie arabe et grand poète lui-même. Il avait 75 ans.
- Chine : un fermier de 42 ans souffrant d’un cancer du poumon a fait exploser une bombe artisanale dans un autobus à Fuzhou (Fujian), se tuant et blessant au moins 31 personnes.
- Canada/Danemark : selon le premier ministre danois Anders Fogh Rasmussen, le Canada accepterait de négocier avec le Danemark le litige qui les oppose sur la souveraineté de l’île Hans. Cette négociation se tiendra en marge de l’Assemblée générale des Nations unies en septembre prochain.

- France : mort du comédien français Paul Le Person à l’âge de 74 ans, à l’hôpital Saint-Louis à Paris.
- États-Unis : mort de l’actrice américaine Barbara Bel Geddes à Northeast Harbor d’un cancer du poumon à l’âge de 82 ans.

### Mardi9 août 2005
- Iran : le directoire de l’AIEA s’est réuni cet après-midi pour discuter du nucléaire iranien.
- Histoire : il y a soixante ans, à 11 h 2, trois jours après Hiroshima, Nagasaki était la cible de « Fat Man » la seconde bombe atomique larguée par le bombardier américain Bockscar.
- Espace : la navette spatiale Discovery s’est posée en Californie en raison du mauvais temps en Floride. Discovery s’est posée à 5 h 12 locales (12 h 12 UTC, 14 h 12 heure de Paris).
- Irak : le maire de Bagdad Alaa al-Timimi a été limogé par le conseil provincial et la gestion de la capitale irakienne a été confiée au gouverneur de la province. Le conseil provincial a désigné Jaber al-Issawi pour devenir le prochain maire.
- France : mort de l’ancienne athlète française Colette Besson. Ce matin à 10 h 30 à La Rochelle des suites d’un cancer, à l’âge de 59 ans. Elle fut championne olympique du 400 mètres à Mexico en octobre 1968. Ses obsèques seront célébrées vendredi à 15 heures à la cathédrale de La Rochelle.
- Corse : un yacht de 48 mètres de long s’est échoué à une trentaine de kilomètres au nord d’Ajaccio, où il est à moitié immergé. Une partie de ses 70 000 litres de fioul ont commencé à se répandre dans la mer. Le remorqueur Abeille Flandre est attendu sur les lieux.
- États-Unis : l’ancienne actrice américaine Dana Reeve, veuve de l’acteur américain Christopher Reeve décédé en octobre 2004, a révélé qu’elle souffrait d’un cancer du poumon. Cette révélation intervient au surlendemain du décès, des suites de la même maladie, du présentateur vedette Peter Jennings, une disparition qui a suscité l’émotion dans tout le pays.
- ONU : l’Autriche va poser sa candidature pour obtenir un siège de membre non-permanent au Conseil de sécurité des Nations unies pour 2009, 2010. La Turquie et l’Islande vont eux aussi poser leur candidature pour un siège pendant la même période. L’Autriche, qui est un pays neutre, a déjà été à deux reprises membre non-permanent du Conseil de sécurité, en 1973 et 74 et en 91 et 92.
- États-Unis : mort du pianiste et compositeur de blues Emery Williams Jr à Chicago à l’âge de 73 ans.
- États-Unis : mort de l’écrivain américain Judith Rossner, qui connut un grand succès avec le roman Looking for Mr. Goodbar, adapté au cinéma dans un film avec Diane Keaton. Elle est morte au centre médical de l’université de New York, la cause du décès n’étant pas déterminée dans l’immédiat. Elle avait 70 ans.
- Suisse : mort de François Dalle, ancien PDG du groupe français de cosmétiques L'Oréal de 1957 à 1984, à l’âge de 87 ans à Genève où il résidait depuis de nombreuses années.
- Brésil : à Fortaleza, 156 millions de réaux ont été dérobés dans la Banque centrale du Brésil.
- États-Unis : la navette spatiale Discovery atterrit sans encombre sur la base d’Edwards en Californie.

### Mercredi10 août 2005
- France, Météo : quatorze départements ont été placés en vigilance orange en raison du risque de violents orages accompagnés de fortes rafales de vent, de grêle ainsi que de fortes intensités de pluie pouvant dépasser ponctuellement 50 litres au mètre carré en quelques heures. Il s’agit de ceux de l’Ariège, de l’Aude, de l’Aveyron, du Gers, de la Haute-Garonne, des Hautes-Pyrénées, de l’Hérault, des Landes, du Lot, de Lot-et-Garonne, des Pyrénées-Atlantiques, des Pyrénées-Orientales, du Tarn et de Tarn-et-Garonne.
- États-Unis : un incendie a éclaté dans la nuit dans une usine chimique de Romulus dans la banlieue de Détroit. Les habitants ont été invités à évacuer leurs maisons dans un rayon d’un kilomètre dans la mesure où la fumée dégagée pourrait être dangereuse.
- Chine : le nombre de mineurs bloqués dans une mine inondée a été réévalué par les secouristes, qui estiment à 122 le nombre d’hommes pour lesquels il ne reste que peu d’espoir de survie trois jours après le sinistre, alors que le corps d’un mineur a été découvert et remonté à la surface. Seuls quatre mineurs ont réussi à s’échapper après l’inondation dimanche d’une galerie à 480 mètres sous terre, dans la province de Guangdong.
- Iran : des inondations font au moins 20 morts dans le nord-est du pays.
- Italie : un Airbus A320 de la compagnie italienne Volare avec 158 passagers et six membres d’équipage à son bord a effectué un atterrissage d’urgence ce matin à 11 h 21 (9 h 21 UTC) à l’aéroport Linate de Milan d’où il venait de décoller à destination de Catane en Sicile. Aucun blessé n’a été signalé. Il a atterri après que le pilote eut signalé des problèmes avec le train d’atterrissage.
- Estonie : un hélicoptère avec deux pilotes et 12 passagers à bord s’est abîmé en mer Baltique au large de la capitale estonienne. Le Sikorsky-76 effectuait un vol régulier entre Tallinn et Helsinki en Finlande quand il s’est abîmé en mer pour une raison encore indéterminée à quelque cinq kilomètres au large des côtes. On ignore encore le sort des 12 passagers et des deux membres d’équipage. La queue de l’hélicoptère était encore hors de l’eau quand les secours sont arrivés sur place mais le reste de l’appareil était immergé. L’origine du crash est encore indéterminée. Une tempête dans le secteur avait contraint les armateurs à annuler les derniers ferries entre Tallinn et Helsinki. Selon le premier ministre estonien, Andrus Ansip il y a peu d’espoir de retrouver des survivants.
- Irak : des hommes armés ont enlevé en plein centre de Bagdad le général Khoudayer Abbas qui occupe le bureau des affaires administratives au ministère de l’Intérieur.
- Italie : les restes du journaliste italien Enzo Baldoni, enlevé et assassiné en août 2004 par l’Armée islamique en Irak, ont été identifiés grâce à des tests ADN.
- France : mort de Sophie Vidal, connue dans le milieu tauromachique nîmois, lors d’une fête votive dans le village Le Cailar dans le Gard, lorsque le cheval tirant la charrette où elle se trouvait s’est emballé, elle a été grièvement blessée à la tête en chutant. Elle est décédée au centre hospitalier Lapeyronie de Montpellier où elle avait été transportée en hélicoptère. Elle avait soutenu avec son époux Jean-Pierre les toreros français lors de leur difficile émergence dans les années 1970. Elle avait 58 ans.
- États-Unis : un camion transportant près de 16 tonnes d’explosifs s’est retourné et a sauté sur une autoroute de l’Utah dans l’ouest du pays, faisant 19 blessés.

### Jeudi11 août 2005
- Royaume-Uni : Abou Qatada a été arrêté au Royaume-Uni. Il est souvent considéré comme le bras droit de ben Laden en Europe.
- Guyane française Kourou : la fusée Ariane 5 a placé sur orbite Thaicom-4 Ipstar, le plus gros satellite de télécommunications (6,5 tonnes) jamais construit.
- Soudan : Salva Kiir Mayardit a été investi à la vice-présidence soudanaise en remplacement de John Garang, mort dans un accident d’hélicoptère le 30 juillet dernier.
- République centrafricaine : une embarcation transportant environ 150 personnes a fait naufrage, il y aurait des morts et des disparus.
- Iran : une quarantaine de personnes ont été tuées depuis mardi dans des inondations dues à de fortes pluies.
- Italie : un appareil de la compagnie grecque Alexandair a effectué un atterrissage d’urgence à l’aéroport de Milan sans faire de victimes.
- Irak : Al-Qaïda menace de tuer quiconque participera à l’élaboration de la Constitution ou au référendum pour son adoption.
- Pérou : démission du premier ministre Carlos Ferrero.
- France : mort du peintre français Gérard Tolck, des suites d’un cancer à l’hôpital de La Chaux-de-Fonds à l’âge de 62 ans.
- Canada : controverse autour de la nomination de Michaëlle Jean au poste de gouverneur général du Canada. Le Globe and Mail et Le Devoir ont publié les déclarations d’un ami personnel de l’époux de Michaëlle Jean qui soutient que le couple est très proche des souverainistes et même de certains ex-felquistes.
- Kourou, Guyane française : décollage et mission réussis pour Ariane 5 qui parvient à mettre sur orbite le satellite de communication le plus lourd jamais construit.

### Vendredi12 août 2005
- Brésil : la police brésilienne a retrouvé dans une camionnette une petite partie des 165 millions de reals (56,4 millions d’euros) volés dans un des plus grands casses de l’histoire à la Banque centrale de Fortaleza, à près de 2 000 kilomètres du lieu du vol. Sur les indications d’un concessionnaire de voitures intrigué par le paiement d’une de ses voitures en liquide, les policiers ont arrêté à Belo Horizonte un camion transporteur de voitures, dont une camionnette contenant 1 million de reals (352 000 euros) en petites coupures.
- Chine : les intempéries ont fait au moins 900 morts depuis le début de la saison des pluies fin mai selon la Croix-Rouge et 1 200 touristes sont pris au piège par un glissement de terrain.
- États-Unis : Matthew McGrory, l’acteur américain de 2 mètres 13 qui avait incarné un bon géant dans le film de Tim Burton Big Fish en 2003, est mort à l’âge de 32 ans de causes naturelles à son domicile de Los Angeles.
- États-Unis : La plus grande sonde spatiale martienne construite par l’homme, appelée Mars Reconnaissance Orbiter a été lancée par la NASA grâce à un lanceur Atlas V. Elle commencera sa mission scientifique en novembre 2006. À cette date, quatre orbiteurs seront en activité autour de la planète rouge.
- Sri Lanka : le ministre sri lankais des Affaires étrangères, Lakshman Kadirgamar, 73 ans et issu de la minorité ethnique tamoule, a été la cible de deux tireurs d’élite non identifiés, devant son domicile à Colombo. Touché à la tête, il a été transporté d’urgence à l’hôpital national de Colombo dans un état grave pour y subir une opération chirurgicale peu de temps après il a succombé à ses blessures. L’armée sri lankaise accuse les rebelles des Tigres tamouls d’avoir perpétré cet assassinat.
- France : mort de Claire Quilliot, veuve de l’ancien sénateur-maire de Clermont-Ferrand, Roger Quilliot. Elle a été retrouvée ce matin noyée dans un étang près de Saint-Avit dans le Puy-de-Dôme. Elle s’est vraisemblablement suicidée, des boîtes de somnifères vides ont été retrouvées sur les berges de l’étang. Elle avait 79 ans.
- Suisse : mort du pianiste et compositeur belge Francy Boland à Genève à l’âge de 76 ans.
- Finlande, le Français Ladji Doucouré est champion du monde du 110 m haies à Helsinki.

### Samedi13 août 2005
- Sri Lanka : la présidente sri lankaise Chandrika Kumaratunga a décrété l’état d’urgence quelques heures après l’assassinat du ministre des Affaires étrangères, Lakshman Kadirgamar, dont seraient responsables les rebelles des Tigres Tamouls. Cet assassinat met en péril un fragile processus de paix entre les deux parties.
- Informatique, internet : Google suspend son projet de livres numérique.
- États-Unis : un immense incendie a déjà ravagé plus de 19 000 hectares dans le sud-est de l’État de Washington et détruit plus de 100 maisons. Face aux nombreux feux qui ont éclaté dans l’Est cet État, le gouverneur de l’État, Christine Gregoire, a décrété l’état d’urgence jeudi.
- Irak : Al-Qaïda menace de tuer tout imam qui appellerait à participer au référendum sur la Constitution.
- Kenya : 13 personnes sont mortes dans une collision entre un bus et un camion chargé de ciment entre Nairobi et Nakuru.
- Italie : 2 personnes sont mortes dans le crash d’un ULM en Calabre.
- Nouvelle-Zélande : mort de l’ancien premier ministre néo-zélandais David Lange, à l’âge de 63 ans. Il dirigea son pays de 1984 à 1989.

### Dimanche14 août 2005
- Grèce : un Boeing 737 avec le numéro de vol HCW 522 de la compagnie chypriote Helios Airways, avec 115 passagers à bord dont 48 enfants et 6 membres d’équipage en provenance de Larnaca en Chypre s’est écrasé non pas sur une montagne de la presqu’île d’Eubée, comme la tour de contrôle de l’aéroport d’Athènes l’avait indiqué dans un premier temps mais sur une zone non habitée à Varnava, à 40 km d’Athènes. Le Boeing devait rallier après une escale à Athènes, Brno en République tchèque. Peu avant qu’il s’écrase, l’aéroport avait perdu tout contact avec l’appareil, deux avions militaires avaient été envoyés en reconnaissance et l’avaient localisé volant au-dessus de la presqu’île d’Eubée mais ont aperçu un des pilotes plié en deux dans la cabine de pilotage. La police privilégie la thèse de l’accident au vu d’un dernier message envoyé par le pilote faisant état d’une panne de pressurisation. Selon le chef des pompiers grecs, il n’y a aucun survivant. 119 corps ont été retrouvés pour la plupart partiellement calcinés.
- France : un monoplace, qui participait à une opération sur un incendie à Sérignan, près de Béziers, dans l’Hérault, s’est abîmé en mer pour des raisons inconnues. Le pilote a réussi à s’extraire de l’avion mais est mort peu après d’une crise cardiaque. Les équipes de secours n’ont pas réussi à le réanimer.
- Allemagne : un avion de British Airways avec 45 passagers à bord a glissé au-delà de la piste à Hanovre sans faire de victimes.
- Bande de Gaza : Enlèvement de Mohamed Ouathi, technicien de France 3 par des hommes armés dans la ville de Gaza.

### Lundi15 août 2005
- Égypte : une explosion se produit près d’un aéroport militaire utilisé par la Force multinationale et les observateurs des Nations unies près de Rafah dans la péninsule du Sinaï dans le nord-est du pays. L’explosion serait due à l’explosion d’une mine sous un véhicule ou à une explosion de gaz.
- Bande de Gaza : les autorités françaises demandent la «libération immédiate» de Mohamed Ouathi, un preneur de son de la chaîne de télévision France 3 enlevé la veille à Gaza. Le ministère des Affaires étrangères (France)précise que le preneur de son se trouvait en compagnie d’une journaliste et d’un caméraman de France 3. L’enlèvement a été commis par plusieurs hommes alors que l’équipe de la chaîne de télévision française regagnait son hôtel en fin de soirée à Gaza.
- Chypre : Chypre a déclaré trois jours de deuil national alors que les drapeaux seront mis en berne mardi dans toute la Grèce après le terrible accident d’avion qui a causé la mort hier de 115 passagers et six membres d’équipage.
- Irak : le président du Parlement irakien Hashim al-Hassani a annoncé que la commission chargée de rédigée la Constitution n’était pas parvenue à un accord général. Il a demandé aux parlementaires d’amender la charte constitutionnelle provisoire afin de laisser une semaine supplémentaire à la commission de rédaction de la Constitution. À l’unanimité, le Parlement a voté oui.
- Bande de Gaza : Israël a lancé officiellement le processus d'évacuation de la bande de Gaza et a bloqué l'accès aux colonies juives de ce territoire occupé. Il a donné 48 heures aux colons restants pour partir ou être évacués de force.
- États-Unis : mort de James Dougherty, premier époux de l’actrice Marilyn Monroe. Il est décédé d’un cancer à San Rafael en Californie à l’âge de 84 ans.
- Venezuela : un petit avion de la compagnie vénézuélienne Wayumi Entreprises avec 11 passagers à bord a été forcé d’atterrir d’urgence à Caracas à cause de problèmes techniques. L’avion relié San Juan de Manapriere à Puerto Ayacucho. Une femme est morte.

### Mardi16 août 2005
- Venezuela : un avion de ligne s’est écrasé entre 3 h 30 locales (7 h 30 UTC) et 3 h 45 (7 h 45 UTC) dans la zone montagneuse de Sierra de Perija, dans l’ouest du pays, avec 152 passagers à bord dont un enfant tous de nationalité française habitant la Martinique et huit membres d’équipage de nationalité colombienne. L’avion, un McDonnell Douglas MD-82 de la compagnie colombienne West Caribbean Airways, reliait le Panama à la Martinique. Il avait signalé des problèmes de moteur à la tour de contrôle de Caracas peu après 3 heures locales (7 heures UTC) et demandé l’autorisation de se poser d’urgence à l’aéroport de Maracaibo. Il n’y a aucun survivant.
- France : à la suite de l’accident d’avion au Venezuela, Jacques Chirac a fait part dans un communiqué de sa vive émotion après cet accident dont « ont été victimes un très grand nombre de Français » et « a demandé à François Baroin, ministre de l’Outre-mer, de se rendre immédiatement » en Martinique. Une cellule de crise est joignable au 0 800 174 174 et une cellule interministérielle de crise a été mise en place. De nombreux gouvernements étrangers ont manifesté leur solidarité aux autorités françaises.
- Japon : un puissant séisme d’une magnitude de 7,2 sur l’échelle de Richter a secoué le nord-est du pays, faisant au moins 56 blessés. Les victimes ont été recensées dans quatre préfectures : Miyagi (28), Iwate (9), Fukushima (5) et Saitama (4). L’incident le plus grave a eu lieu à Sendai, une cité de plus d’un million d’habitants à environ 300 kilomètres au nord de Tokyo, lorsque le toit d’un complexe sportif s’est partiellement effondré : 19 personnes ont été blessées, dont une grièvement. La secousse a été suivie 18 minutes plus tard d’un très léger tsunami, d’une hauteur de 10 centimètres seulement. L’alerte au raz-de-marée a ensuite été levée, mais l’Agence météorologique japonaise a prévenu que de fortes répliques sismiques, d’une magnitude de 5 ou plus, pourraient se produire dans les prochains jours. L’épicentre de la secousse, qui a eu lieu à 11 h 46 locales (2 h 46 UTC), se situe à 20 kilomètres sous l’océan à 80 kilomètres au large de la préfecture de Miyagi dans l’île de Honshū[2].
- Allemagne, Cologne : début officiel des journées mondiales de la jeunesse 2005.
- Grèce : l’un des sept médecins légistes de l’Institut médico-légal d’Athènes a annoncé que les autopsies pratiquées sur vingt corps des victimes de l’avion chypriote dont un steward ont montré qu’elles étaient vivantes au moment du crash. Il a précisé que les autopsies ont montré que les cœurs et les poumons des victimes fonctionnaient quand l’appareil de la compagnie Helios s’est écrasé avec 121 personnes à son bord. Il n’y a aucun survivant. «Le steward était vivant et est mort des blessures» subies lors du crash, a dit le médecin.
- Afghanistan : un hélicoptère appartenant à la force internationale de sécurité s’est écrasé, tuant 12 soldats et cinq membres d’équipage tous de nationalités espagnoles. Il n’y aurait aucun survivant.
- France : Jean-Pierre Raffarin se déclare officiellement candidat aux sénatoriales.
- Pérou : le président Alejandro Toledo a choisi le ministre des finances sortant, Pedro Pablo Kuczynski, pour devenir premier ministre, cinq jours après la chute du gouvernement provoquée par la nomination controversée d’un allié impopulaire. Son numéro deux aux Finances Fernando Zavala devrait prendre la tête du ministère qu’il abandonne.
- États-Unis : Coretta Scott King, 78 ans, la veuve du chef de file du mouvement pour les droits civiques aux États-Unis, Martin Luther King, assassiné en 1968, a été hospitalisée à l’hôpital Piedmont d’Atlanta pour une raison non précisée, a-t-on appris de source médicale.
- France, Taizé : Roger Schütz (Frère Roger), fondateur de la Communauté de Taizé, a été assassiné de trois coups de couteau par une fidèle alors qu’il célébrait un service religieux. Selon les premiers éléments de l’enquête, une jeune femme d’origine roumaine et âgée de 36 ans s’est levée pendant la cérémonie à laquelle assistaient 2 500 personnes et elle a porté par derrière trois coups de couteau à la gorge du religieux, qui est mort sur le coup. Elle a ensuite été maîtrisée par d’autres fidèles et placée en garde à vue dans les locaux de la gendarmerie de Tournus, en Saône-et-Loire. Frère Roger avait 90 ans. Ses obsèques auront lieu le mardi 23 août à Taizé à 14 heures en l’église de la Réconciliation.
- Colombie : la marine a annoncé que de 94 personnes étaient portées disparues dans le naufrage d’un bateau équatorien qui transportait des immigrants illégaux dans le Pacifique. Un bateau de pêche n’a réussi à recueillir que sept hommes et deux femmes. Le naufrage s’est produit à plus de 160 kilomètres au large du pays.
- Aéronautique : Lors du salon aéronautique Maks 2005 en Russie, le constructeur spatial RRK Energia a présenté le programme Kliper, qui doit prendre son envol en 2011 pour succéder à la navette spatiale américaine. Par ailleurs, le groupe européen EADS a annoncé l’acquisition de 10 % du capital de la firme IRKOUT, constructeur des avions Soukhoï[3].
- France, politique : le parti Chasse, pêche, nature et traditions (CPNT) a l’intention de présenter un candidat à la présidentielle de 2007, affirme son président Jean Saint-Josse qui a représenté le mouvement à la dernière présidentielle et qui ne fait pas acte de candidature.

### Mercredi17 août 2005
- Bangladesh : environ 350 bombes ont explosé dans le pays dans des attentats quasi simultanés revendiqués par des militants islamistes du groupe Jamaat-ul-Mujahideen Bangladesh d’après des tracts retrouvés sur les lieux. Les bombes ont explosé dans la quasi-totalité des 64 principales villes et localités du pays entre 10 h 30 et 11 h 30 (entre 4 h 30 et 5 h 30 UTC), dont 20 à Chittagong, grand port du sud-est du pays, 15 dans la capitale Dacca, 9 à Barisal et au moins six à Khulna. Les bombes « étaient de faible puissance, de fabrication artisanale et destinées à créer la panique ». Deux personnes sont mortes et cent autres ont été blessées.
- Irak : trois voitures piégées ont explosé dans le centre de Bagdad, faisant au moins 43 morts et 40 blessés. Une première voiture a explosé vers 7 h 45 (3 h 45 UTC) dans la station de bus Al-Nahda et la deuxième, dix minutes plus tard, à l’entrée de la station qui dessert les provinces chiites du sud du pays. Le troisième attentat a eu lieu à une quinzaine de mètres de l’entrée du service des urgences de l’hôpital.
- Venezuela : à la suite de l’accident d’avion, on a appris par la porte-parole de la compagnie West Caribbean, propriétaire de l’appareil, qu’une femme de nationalité française, originaire de Martinique, n’a pas embarqué au départ de Panama. Qu’un ou plusieurs membres de la famille proche de l’intérieure martiniquaise de l’équipe de France de basket-ball Sandra Dijon font partie des victimes du crash, que quatre proches du maire de la commune martiniquaise du François, Maurice Antiste, sont morts dans l’accident, qu’un couple martiniquais vivant à Vauréal dans le Val-d'Oise, fait partie des victimes et que seize salariés de la Caisse générale de la Sécurité sociale de la Martinique figurent parmi les victimes.
- Grèce : un enfant âgé de 5 ou 6 ans qui était à bord du Boeing chypriote qui s’est écrasé en Grèce était encore en vie après que l’avion se fut écrasé contre une zone montagneuse du nord d’Athènes, a rapporté la télévision grecque citant un médecin légiste.
- France : quatre personnes ont été grièvement blessées dans un parc d’attractions de Saint-Paul, près de Beauvais. La nacelle s’est décrochée lors d’une boucle de l’attraction « Looping » vers 13 h 40. L’identité des victimes et la nature des blessures n’ont pas été communiquées. L’une des victimes, qui était dans un état jugé sérieux, a été transportée en hélicoptère vers l’hôpital de Beauvais. Le manège a été placé sous scellés pour les besoins de l’enquête.
- Bande de Gaza : le premier ministre israélien Ariel Sharon s’est dit très touché par les images de colons juifs évacués de la bande de Gaza. Il a souligné les « efforts » des Palestiniens pour maintenir le calme, mais a annoncé la poursuite et le développement de la colonisation en Cisjordanie.
- Tunisie : remaniement partiel dans le gouvernement du président Zine el-Abidine Ben Ali.
  - Abdelwahab Abdallah : ministre des Affaires étrangères en remplacement d’Abdelbaki Hermassi.
  - Rafaa Dékhil : ministre des Communications et des relations avec la chambre des députés et la chambre des conseillers.
  - Ali Chaouch : ministre des Affaires sociales, de la solidarité et des tunisiens à l’étranger en remplacement de Rafaa Dékhil.
  - Kamel Morjane : ministre de la Défense nationale en remplacement de Hédi M'henni.
  - Raouf Najar : ministre de l’Éducation et de la formation en remplacement de Sadok Korbi.
  - Taïeb Hadhri : ministre de la Recherche scientifique, de la technologie et du développement des compétences en remplacement de Raouf Najar.
  - Dali Jazi : président du Conseil économique et social.
- Grèce : selon les médias grecs citant des sources gouvernementales, Andreas Prodromou, un steward de 25 ans, qui avait une licence de pilotage, aurait tenté de sauver le Boeing chypriote avant qu’il ne s’écrase. Il aurait pris les commandes et aurait fait descendre l’avion de 11 000 mètres d’altitude à environ 2 000 mètres essayant de le faire atterrir, mais il aurait été trop tard car le 737 n’aurait eu apparemment plus de carburant, car l’appareil avait volé deux fois plus longtemps que le trajet normal entre Chypre et la Grèce. Les autorités grecques ont refusé de commenter ces informations.
- France : mort de l’historien français Barthélémy Amengual à Valence à l’âge de 85 ans.

### Jeudi18 août 2005
- Maroc : les indépendantistes du Front Polisario, qui milite pour l’indépendance du Sahara occidental, ont annoncé la libération de leurs 404 prisonniers marocains. Ils doivent être escortés à Agadir par la Croix-Rouge[4].
- France, PS : dans un entretien au Nouvel Observateur, le socialiste Michel Rocard déclare que « au terme du congrès du Mans, il y aura une minorité, qui devra se soumettre ou se démettre (…) Le pire serait de rester dans la confusion ». Selon lui, « il faut régler ce débat centenaire entre pseudo-marxistes et vrais réformistes (…) Nous aurions dû sanctionner ceux qui transgressaient nos décisions collectives lors du référendum du 29 mai ». Qualifiant la possible candidature de Laurent Fabius à la présidentielle de 2007 de « profondément opportuniste », il estime qu’il « faudrait peut-être envisager la création d’un nouveau parti », en cas changement de majorité lors du congrès. « Si le PS commettait l’erreur de détruire le candidat le plus crédible qu’il a, ce serait une catastrophe politique » lui a rétorqué Jean-Luc Mélenchon[5].
- France, agriculture : à l’initiative du syndicat agricole MODEF, des producteurs de fruits et légumes ont organisé une vente à prix coûtant à Paris (place de la Bastille) et en région parisienne pour dénoncer les marges pratiquées par la grande distribution[6].
- France : quinze dockers et un manutentionnaire du Port autonome de Bordeaux, qui poursuivaient leurs employeurs pour « faute inexcusable » pour des maladies professionnelles dues à l’amiante, ont obtenu gain de cause devant le tribunal des Affaires sociales de la Gironde. « Cela crée une jurisprudence. Jamais dans un dossier de ce type, l’ensemble des dockers n’avait gagné » s’est félicité leur avocat Me Sirgue[7].
- Allemagne, Cologne : arrivée de Benoît XVI aux XXe journées mondiales de la jeunesse 2005.
- Arabie saoudite : un des islamistes les plus recherchés du pays, Saleh Al-Aoufi, a été tué jeudi par la police à Médine. Il aurait remplacé Abdel Aziz al-Mouqrin, le chef local d’Al-Qaïda, abattu le 18 juin 2004 à Riyad.
- Hongrie : un Airbus A300 de la compagnie Fly Air, avec 293 passagers et onze membres d’équipage, en provenance d’Istanbul et en route pour Bruxelles, a dû effectuer un atterrissage d’urgence à Budapest après la panne de l’un de ses deux moteurs. Il s’est posé sans difficultés et aucun blessé n’est à déplorer. On ignore pour l’heure ce qui a pu causer la panne du moteur.
- États-Unis : l’actrice Eva Longoria a été blessée lors du tournage de la série télévisée à succès Desperate Housewives à Pasadena au nord de Los Angeles. Elle a reçu un élément de décor sur la tête et a perdu connaissance, elle a été évacuée d’urgence vers un hôpital qu’elle a ensuite pu quitter. L’état de la petite amie du basketteur français des San Antonio Spurs Tony Parker n’inspirait aucune inquiétude[8].
- Grèce : 26 des 121 corps des victimes de l’accident du Boeing 737-300 de la compagnie chypriote Helios Airways ont été identifiées. L’enquête s’oriente vers une panne du système de pressurisation et d’alimentation en oxygène[9].
- Colombie : un avion militaire de type Hercules de la compagnie colombienne West Caribbean transportant 180 passagers a été forcé d’atterrir d’urgence à Bogota à la suite de problèmes techniques. L’avion relié l’île de San Andres, dans les Caraïbes à Medellin.
- Hongrie : un Airbus A300 de la compagnie turque Fly Air a effectué un atterrissage forcé à Budapest avec 293 passagers et un équipage de onze personnes à bord après une panne de l’un de ses deux moteurs. L’incident n’a pas fait de blessé. Il reliait Istanbul en Turquie à Bruxelles en Belgique.
- États-Unis : Coretta Scott King, la veuve du chef de file du mouvement pour les droits civiques aux États-Unis, Martin Luther King, assassiné en 1968, a été victime d’une crise cardiaque suivie d’une importante commotion cérébrale, mais elle est « tout à fait consciente », a annoncé un médecin de l’hôpital où elle a été prise en charge mardi. Un caillot de sang s’est formé dans son cœur avant de se loger dans une artère du cerveau, affaiblissant tout son côté droit. Elle ne peut plus parler mais « elle est tout à fait consciente » et elle devrait guérir complètement après quelques jours de rééducation à l’hôpital Piedmont d’Atlanta.

### Vendredi19 août 2005
- Turquie : le PKK (Parti des travailleurs du Kurdistan) appelle son bras militaire, Hezen Parastina Gel (les forces de défense populaires) à observer une trêve d’un mois, jusqu’au 20 septembre 2005[10].
- Allemagne, religion : lors d’une visite dans une synagogue de Cologne, en marge des JMJ, le pape Benoît XVI a mis en garde contre une résurgence de l’antisémitisme[11].
- Allemagne : l’islamiste Marocain Mounir al-Motassadeq est condamné à sept ans de prison par la Cour d’Appel de Hambourg, au lieu de quinze ans en première instance, pour complicité avec les auteurs des attentats du 11 septembre 2001 à New York et Washington[12].
- Israël : trois roquettes ont été tirées vers le navire américain USS Ashland, amarré dans le port d’Aqaba, mais il n’a pas été touché. Un groupe lié au réseau terroriste Al-Qaïda a revendiqué l’attaque[13].
- Burundi : l’ancien chef rebelle de l’ethnie majoritaire hutue, Pierre Nkurunziza, a été élu président du Burundi par le Parlement réuni dans la capitale Bujumbura[14].
- Pharmacie : le laboratoire Merck a perdu son premier procès en responsabilité civile intenté contre son anti-inflammatoire Vioxx. Jugé coupable de négligence dans la mort d’un Texan en 2001, le jury a condamné Merck à verser 229 millions de dollars de « dommages punitifs » et 24 millions de dollars d’indemnités à la famille de la victime. Le groupe a fait appel. Plus de quatre mille autres plaintes ont été déposées contre Merck[15].
- Royaume-Uni : le chef de Scotland Yard a exclu de démissionner après les révélations embarrassantes sur les conditions de la mort par erreur de Jean Charles de Menezes. « Je ne démissionnerai pas […] J’ai un travail à faire » a déclaré Ian Blair. La personne à l’origine des révélations a été suspendue[16].
- Polynésie : les grévistes du GIP et leur meneur Rere Puputauki, proche de Gaston Flosse, ont levé les barrages qui bloquaient l’accès aux stocks de carburant, à la suite d'un ultimatum d’Oscar Temaru[17].
- îles Mariannes, Guam : un boeing 747 de la compagnie Northwest Airlines, en provenance de l’aéroport international de Narita, au Japon a été victime d’un dysfonctionnement de son train d’atterrissage avant. 318 passagers, pour la plupart des Japonais, et seize membres d’équipage se trouvaient à bord. Deux personnes au moins ont été blessées.
- France : un avion charter de la compagnie Astraeus avec 144 passagers à bord a atterri d’urgence à Brest à la suite de difficultés concernant une valve touchant le système de pressurisation. Il reliait l’île de Minorque à Leeds Bradford en Grande-Bretagne.

### Samedi20 août 2005
- France, Ardèche : un Tracker S-2FT s’est écrasé tuant les deux pilotes engagés dans la lutte contre un incendie de forêt sur la commune de Valgorge. C’est le troisième accident cet été en France d’un avion de combat d’incendie après celui d’un autre Tracker le 19 juillet près de Draguignan et duquel son pilote s’en était sorti indemne, et celui d’un Canadair le 1er août en Corse, tuant ses deux pilotes[18].
- Santé : face aux craintes de dissémination de l’épidémie de grippe aviaire, aujourd’hui présente jusqu’aux montagnes de l’Oural avec le passage d’oiseaux migrateurs, certains pays prennent des précautions. Les Pays-Bas ont ainsi décidé de faire confiner toutes les volailles élevées en plein air[19].
- Palestine : le président de l’autorité palestinienne Mahmoud Abbas a fixé la date des élections législatives, prévues en juillet 2005, au 25 janvier 2006. Il opposera notamment le Fatah, du président Abbas, au Hamas[20].
- Royaume-Uni : à la suite de la polémique sur le meurtre par erreur de Jean Charles de Menezes, Scotland Yard a modifié sa procédure d’« autorisation de tuer » ; les détails n’ont pas été révélés. Scotland Yard a démenti avoir proposé un million de dollars à la famille de la victime, publiée par le Daily Mail avant de reconnaître avoir proposé la somme de 15 000 livres (22 157 euros)[21].
- Indonésie : Le président Susilo Bambang Yudhoyono a ordonné une enquête sur la gigantesque panne d’électricité qui a laissé 100 millions de personnes sans courant.
- Science : Le manuscrit d’Albert Einstein, titré Quantum theory of the monatomic ideal gas (Condensat de Bose-Einstein), daté de décembre 1924 a été découvert dans les archives de l’institut Lorenz de l’université de Leyde. Cette théorie est considérée comme l’une des plus grandes découvertes d’Einstein[22].

### Dimanche21 août 2005
- Allemagne : lors d’une messe aux journées mondiales de la jeunesse 2005, le pape Benoît XVI a expliqué dans son homélie en allemand, anglais, italien et français, que le catholicisme n’est pas une « religion à la carte » dont les fidèles peuvent dédaigner les aspects les plus contraignants, incitant notamment à l’assiduité à la messe dominicale et à mots couverts à l’observance de la doctrine morale et sexuelle de l’Église. Il a aussi critiqué un « boom du religieux » accompagnant « l’oubli de Dieu » et annoncé le lieu des prochaines JMJ : Sydney en 2008[23].
- France : fin ce soir de l’opération Paris Plages qui a rassemblé 3,8 millions de visiteurs, en léger recul par rapport à 2004 en raison des caprices de la météo[24].
- France, Parti socialiste : lors de la traditionnelle Fête de la Rose de Frangy-en-Bresse, Arnaud Montebourg a déclaré « Transformer et régénérer notre parti autour des projets de la gauche volontaire (…) ne peut passer que par la construction d’une nouvelle majorité (…) Il est impossible de construire quelque chose avec Hollande, il nous a conduits à deux désastres, celui de 2002 et celui de 2005 ». « les marchands de scission se trompent » répondant à Michel Rocard et invitant ses camarades à plus s’occuper de combattre l’UMP. Invité d’honneur, Hubert Védrine a dit qu’il ne faut « pas abandonner nos ambitions, voire nos rêves pour l’Europe, mais leur redonner une assise et redéfinir une méthode »[25].
- Japon : un séisme de magnitude 5 sur l’échelle de Richter a fait deux blessés légers dans le nord-est du pays. L’épicentre de la secousse survenue à 11h29 (2h29 UTC) a été localisé dans l’État de Niigata. Il a été ressenti jusque dans les États de Nagano et de Tokyo[26].
- Japon : un Airbus A330 de la compagnie australienne Qantas avec 178 passagers et 13 membres d’équipage a atterri d’urgence à l’aéroport d’Osaka et a dû être évacué après que de la fumée a été signalée dans sa soute. Neuf personnes ont été blessées, six Japonais, deux Australiens et un chinois au cours de l’évacuation. Ils ont été transportés à l’hôpital mais aucun détail n’a été donné sur leur état de santé. L’avion effectuait la liaison entre Tokyo et Perth, dans l’ouest de l’Australie. Les premières inspections n’ont révélé aucune trace de fumée ni d’incendie et Qantas pense qu’un capteur défectueux a été à l’origine du signalement de fumée[27].
- États-Unis : mort de Robert Moog, inventeur du synthétiseur portant son nom et qui avait révolutionné la musique pop et donner naissance à la musique électronique. Souffrant d’une tumeur au cerveau, il s’est éteint à son domicile d’Asheville en Caroline du Nord à l’âge de 71 ans.
- Suisse : mort du photographe allemand Horst Tappe, portraitiste réputé d’artistes et d’écrivains. Il est décédé à l’âge de 67 ans à Vevey, après une longue bataille contre le cancer.

### Lundi22 août 2005
- Chine : des pluies diluviennes et des glissements de terrain ont fait 15 morts. Les intempéries ont fortement perturbé les transports dans plusieurs régions dont des centres industriels. Shenzhen et Dongguan, centres industriels du sud du pays, proches de Hong Kong, ont été les plus durement touchés, avec une trentaine d’éboulements signalés au cours du week-end et des maisons effondrées.
- Portugal : des incendies sans précédent continuent de ravager le pays et menacent la troisième ville du pays, Coimbra. 2 700 pompiers aidés de renforts étrangers tentent de juguler les 27 foyers encore non maîtrisés (contre 50 la veille). Les incendies ont déjà fait plus de 14 victimes. La commission européenne a promis une aide du fonds contre les catastrophes naturelles[28].
- Économie, France : la société de chaussures de luxe Stephane Kélian Production à Romans (Drôme) a été mise en liquidation judiciaire. L’établissement, repris l’an dernier par un groupe belge, devrait voir sa production délocalisée. L’autre chausseur de la ville Charles Jourdan a annoncé le même jour son dépôt de bilan[29].
- Palestine : le preneur de son de la chaîne de télévision française France 3, Mohamed Ouathi, enlevé le 14 août à Gaza, a été libéré aujourd’hui dans la même ville. Il est en bonne santé, n’a pas été maltraité et se trouve entre les mains de la sécurité palestinienne.
- Santé : le directeur général de l’OMS, Lee Jong Wook a constaté que les 8 objectifs de développement du millénaire fixés par les Nations unies en 2000, prévoyant notamment une baisse de moitié de la grande pauvreté entre 1995 et 2015, ne seront pas atteints d’ici à 2015 si les tendances actuelles se poursuivent. Entre 1990 et 2002, le nombre de personnes sous-alimentées a progressé de 34 millions en Afrique subsaharienne et de 15 millions en Asie du Sud, alors la proportion d’enfants sous-alimentés âgés de moins de cinq ans en Asie du Sud, du Sud-Est, et de l’Est est passée de 6 % à 9 %. Un jeune Asiatique sur trois est dans un état de «pauvreté absolue»[30].
- Italie : un séisme de magnitude 4,5 sur l’échelle de Richter a été ressenti dans le centre de Rome, où aucun blessé n’était signalé dans l’immédiat. Le tremblement de terre s’est produit peu après 14 heures (12 heures UTC), son épicentre était situé au large du port d’Anzio, situé à 57 kilomètres au sud de Rome. À Nettuno, à 60 kilomètres au sud de la capitale, un immeuble a été endommagé.
- Russie : une explosion a retenti près d’un hôpital de Nazran, en Ingouchie, dans le sud du pays, faisant au moins un mort et trois blessés. La déflagration s’est produite vers 16 heures (12 heures UTC) à une cinquantaine de mètres de l’hôpital. Les victimes étaient apparemment toutes des passants. Selon le porte-parole du ministère régional de l’Intérieur, l’explosion aurait été causée par un engin explosif déposé près d’un gazoduc.
- Royaume-Uni : « Piano Man », ce jeune amnésique, pianiste de bon niveau, qui avait été découvert trempé sur une plage du sud de l’Angleterre le 7 avril, et qui était muré dans le silence, a finalement parlé la semaine dernière, révélant au personnel de l’hôpital où il était traité qu’il était allemand et avait gagné la Grande-Bretagne après avoir perdu son travail à Paris. Âgé de 20 ans, résidant en Bavière, il a quitté Londres samedi pour regagner son domicile.
- Gaza : tous les colons ont été évacués selon le porte-parole de la police israélienne.
- États-Unis : les garde-côtes californiens enquêtent sur la disparition du caméraman Patrick Kim McDermott, compagnon de l’actrice Olivia Newton-John, qui n’a pas donné signe de vie depuis une partie de pêche nocturne au large de la Californie il y a sept semaines. Âgé de 48 ans, il était parti de San Pedro, à 32 kilomètres au sud de Los Angeles, le 30 juin, pour une partie de pêche en mer. Il a été vu pour la dernière fois sur ce bateau et ses affaires personnelles ont été retrouvées à bord.
- France : 18 sociétés ont répondu à l’appel d’offres du gouvernement pour la privatisation des sociétés d’autoroute. Des parlementaires de tous bords pour dénoncer la mauvaise opération de l’État entre ce que rapporterait la vente (13 milliards d’euros) et les dividendes des sociétés (30 à 40)[31].
- France : mort du romancier, journaliste, éditeur et scénariste français, Daniel Riche. Il est décédé dans la nuit à Paris des suites d’un cancer. Il avait 55 ans.
- France : mort du comédien et chanteur français Henri Génès à Paris à l’âge de 86 ans.
- France, politique : Jean-Luc Mélenchon estime qu’il n’y a que deux "présidentiables" au sein du PS, Dominique Strauss-Kahn et Laurent Fabius, derrière lequel le sénateur de l’Essonne se range « par la force des choses ».
- Zimbabwe : une météorite de quatre kilos s’est écrasée dans le village de Chaworeka (150 kilomètres au nord d’Harare) produisant un bruit semblable à celui d’un hélicoptère provoquant la stupeur parmi des villageois. Le corps céleste, qui serait composé essentiellement de nickel et de fer. Il a été envoyé dans un laboratoire de la police pour analyse et sera plus tard acheminé dans un musée.

### Mardi23 août 2005
- Pérou, Vol TANS 204 : un Boeing 737-200 de la compagnie péruvienne TANS transportant 92 passagers dont dix-huit étrangers, onze Américains, un Australien, une Espagnole, quatre Italiens et une Colombienne et 6 membres d’équipage s’est écrasé dans la jungle amazonienne. L’accident s’est produit vers 16 h 20 (21 h 20 UTC) à environ 9 kilomètres de l’aéroport de la ville de Pucallpa, à 490 kilomètres au nord-est de la capitale, Lima. Selon la radio, il aurait été pris dans des vents contraires au moment de l’atterrissage. Il a au moins 39 morts dont 35 passagers, trois Américains, une Australienne, une Colombienne de 37 ans et une Espagnole de 27 ans et quatre membres d’équipage, et 58 survivants, dont 2 enfants d’un et 4 ans, tous hospitalisés.
- Amérique : le télévangéliste américain Pat Robertson, ancien candidat à l’investiture du Parti républicain a appelé son pays à assassiner le président vénézuélien Hugo Chávez. « Vous savez, je ne connais rien sur cette théorie de l’assassinat, mais s’il croit que nous essayons de le tuer, je pense que nous devrions y aller et le faire. Cela serait beaucoup moins cher que d’entamer une guerre… et je ne pense pas que les livraisons de pétrole cesseront »[32].
- Suisse : le bilan des intempéries de ces derniers jours s’est alourdi à six morts et deux disparus. Plusieurs lacs ont dépassé leur cote d’alerte de crues. Le président de la Confédération Samuel Schmid est parti pour Lucerne[33].
- France : les intempéries ont également touché le nord des Alpes françaises. À Villard-Bonnot, une coulée de boue a traversé la ville et la liaison ferroviaire Grenoble-Chambéry est toujours coupée[34].
- États-Unis : plusieurs milliers de personnes se sont rassemblées près du ranch de George W. Bush au Texas pour protester contre la guerre en Irak. Le mouvement a été initié par une mère de famille, Cindy Sheehan, dont le fils de 24 ans a été tué l’an passé seulement cinq jours seulement après son arrivée à Bagdad. Ils ont reçu le soutien de la chanteuse folk Joan Baez, anciennement engagée contre la guerre du Viêt Nam[35].
- Suisse : réagissant à la publication des résultats du recensement 2000, le ministre de la santé Pascal Couchepin s’est exprimé sur le dossiers des retraites « les problèmes démographiques à l’horizon 2015 existent bel et bien, à moins que les statistiques nous trompent. Et il faudra choisir : recettes nouvelles, diminution des rentes ou augmentation de l’âge de la retraite ». La mission de la politique « n’est pas de laisser croire que nous vivons dans une Suisse qui n’existe plus » a-t-il déclaré[36].
- Côte d'Ivoire : déjà en conflit avec les rebelles du Nord, le président Laurent Gbagbo est maintenant confronté à l’ancien général Mathias Doué, ancien chef d’état-major des forces loyalistes, limogé par le président voici plusieurs mois. Il a déclaré à la radio RFI qu’il entendait obtenir le départ du président Gbagbo par tous les moyens si la communauté internationale ne prenait pas les devants[37].
- Palestine : dernière phase du plan Sharon, l’évacuation de quatre colonies de Cisjordanie a commencé. Plus de 5 000 militaires et policiers ont investi simultanément les colonies juives de Sanour et de Homesh. Les deux autres colonies de Ganim et Kadim avaient déjà été évacuées de plein gré par les colons[38].
- Liban : une bombe a explosé dans le secteur nord chrétien de Beyrouth, faisant quatre blessés et d’importants dégâts matériels.
- Suisse : au moins trois personnes sont mortes dans l’accident d’un avion de tourisme.
- Algérie : de fortes intempéries dans l’est algérien ont fait un mort et cinq blessés.
- Cyclisme : le journal l'Équipe affirme que Lance Armstrong s’est dopé lors du Tour de France 1999 avec de l’EPO. C’est à la suite d'expérimentations de contrôle d’urine, conservée depuis l’époque, que des scientifiques ont établi que certains échantillons étaient positifs à l’EPO. Le journal est parvenu, par recoupement avec les procès verbaux effectués par l’union cycliste internationale, à établir que 6 des échantillons contrôlés positivement appartenaient à Lance Armstrong.
- Roumanie : des pluies diluviennes ont fait 18 morts au cours de la semaine passée.
- États-Unis : mort de l’acteur américain Brock Peters, à l’âge de 78 ans à Los Angeles, d’un cancer.
- États-Unis : Google a annoncé mardi soir (minuit heure de New York) le lancement de sa propre messagerie instantanée baptisé « Google Talk ». « Google Talk » sera progressivement déployée dans le reste du monde. Ce nouveau service permet au groupe de poursuivre sa stratégie de diversification et de concurrencer directement les MSN Messenger de Microsoft et Yahoo! Messenger de Yahoo!.
- Liban : un attentat a fait quelques blessés et des dégâts matériels dans le quartier chrétien de Zalka (banlieue nord de Beyrouth), dans la nuit. La charge a été estimée entre 20 et 30 kilos de TNT.

### Mercredi24 août 2005
- Fort-de-France, Martinique : 35 000 personnes ainsi que Jacques Chirac et Hugo Chávez ont rendu hommage aux victimes du crash aérien du 16 août 2005 au Venezuela.
- États-Unis : Le télévangéliste Pat Robertson, qui avait appelé lundi à l’assassinat du président vénézuélien Hugo Chávez a présenté ses excuses.
- Irak : l’un des vice-ministres irakiens de la Justice, Awshoo Ibrahim, a échappé à une tentative d’assassinat quand des hommes armés ont ouvert le feu sur son cortège tuant quatre de ses gardes du corps et en blessant cinq autres. Mardi, il avait échappé à une première attaque dans le même secteur et quatre de ses gardes du corps avaient été blessés.
- Autriche : de fortes inondations ont fait au moins 4 morts ou disparus en trois jours.
- France : François Hollande annonce qu’il cesserait d’être le premier secrétaire du Parti socialiste après la présidentielle de 2007. Il annonce, qu’il sera candidat à sa propre succession au congrès du Mans, à la mi-novembre, il estime qu’il n’y aurait pas plus noble récompense que de passer le témoin, en espérant avoir alors la satisfaction de voir à nouveau un des siens au sommet de l’État.
- Russie : Moustafa Batdiyev, président de la République russe de Karatchaiévo-Tcherkessie, dans le sud du pays, a déclaré que les autorités avaient déjoué il y a un mois une attaque terroriste visant une école de Karatchaïevsk. Des agences de presse russes citant des responsables du gouvernement régional de Batdiyev affirment que l’attaque visait une autre ville de la région, Tcherkessk, et que le complot a été découvert il y a quatre mois. Les six terroristes présumés, dont deux jeunes femmes, ont été encerclés dans un appartement à Tcherkessk et tués à la mi-mai. D’après une dépêche de l’agence ITAR-Tass, les enquêteurs ont conclu à un complot visant une école de Tcherkessk ou de la ville proche d’Oust-Djegouta.
- Birmanie : elle est en proie à des rumeurs de coup d'État au sein de la junte militaire au pouvoir. Son chef, le général Than Shwe, aurait été renversé par un groupe de militaires et remplacé par le numéro deux du régime, le général Maung Aye. Le gouvernement n’a pas officiellement démenti cette rumeur, même si une source proche d’un militaire de haut rang, s’exprimant sous le couvert de l’anonymat, a dit que la nouvelle était absolument fausse.
- États-Unis : une vingtaine de personnalités européennes, dont les cinéastes espagnol Pedro Almodóvar et allemand Wim Wenders, les écrivains allemand Günter Grass, français Bernard-Henri Lévy, Pascal Bruckner et Marek Halter, les journalistes, britannique Kate Adie, française Christine Ockrent, belge Colette Braeckman et le Suisse Jean-Jacques Roth (directeur du quotidien suisse Le Temps) et l’ancien ministre polonais des Affaires étrangères Bronisław Geremek, ont appelé à la libération de la journaliste Judith Miller, en prison depuis le 6 juillet pour avoir refusé de révéler ses sources. Voir l’appel article=14753
- États-Unis : mort de l’acteur américain, Brock Peters à 78 ans, des suites d’un cancer du pancréas.

### Jeudi25 août 2005
- États-Unis : un Airbus A320 de la compagnie américaine Northwest Airlines volant de Minneapolis à Bozeman a été dérouté sur la ville de Billings en raison d’un problème mécanique hydraulique. L'avion, transportant 136 passagers, a atterri sans problèmes à l'aéroport de Billings après que des passagers ont entendu des bruits inhabituels une demi-heure environ avant l'atterrissage. Le problème n'est pas lié à la grève des mécaniciens et des ouvriers de maintenance qui a commencé samedi.
- France : les syndicats CFDT, CFTC et CFE-CGC ont rejoint la CGT et FO dans leur contestation devant le Conseil d’État des ordonnances créant le Contrat nouvelles embauches et excluant les moins de 26 ans du calcul des effectifs des entreprises[39].
- France, politique : dans un entretien télévisé sur TF1, le chef de l'UDF François Bayrou s'est dit prêt à accueillir des socialistes en rupture avec leur parti comme Bernard Kouchner[40].
- Algérie : dans un discours à la foule prononcé à Sétif, le président algérien Abdelaziz Bouteflika a demandé à la France la reconnaissance des massacres du 8 mai 1945[41].
- France, Transport aérien : le ministre des Transports Dominique Perben annonce que la France va publier lundi 29 août sur le site internet de la Direction générale de l'Aviation civile, une liste noire des compagnies aériennes interdites sur son territoire pour des raisons de sécurité.
- Russie : deux puissantes explosions se sont produites à Nazran dans le sud du pays, faisant 1 mort et cinq blessés, dont le premier ministre d'Ingouchie, Ibragim Malsagov. Nazran est la ville principale d'Ingouchie, une région qui connaît souvent des tensions et des explosions de violence depuis la Tchétchénie voisine ainsi que d'attentats d'activistes ingouches.
- Portugal : près de 2 000 pompiers ont réussi dans la matinée à éteindre quatre incendies importants dans les régions de Santarem, Viseu, Vila Real et Viana do Castelo. Mais sept nouveaux sinistres ont éclaté dans les districts de Santarem, Vila Real, Castelo Branco et Braga. Au total, 839 pompiers, appuyés par 234 engins de secours, 9 avions et 600 soldats patrouillent le pays pour surveiller la situation et s'assurer que tout nouvel incendie peut rapidement être éteint. Malgré un recul des températures, les services de météorologie prévoient jusqu'à 34 degrés dans certaines régions. Cette année, les incendies ont fait 15 morts, dont onze pompiers.
- France : José Bové souhaiterait être candidat d'union à l'élection présidentielle de 2007.
- Québec : le ministre de la Santé Philippe Couillard a ouvert la porte pour un retour à la gratuité des médicaments pour les « assistés sociaux ». Le député de Borduas Jean-Pierre Charbonneau a reconnu que leur suppression voici huit ans était une erreur du Parti québécois.
- Roumanie : les pluies torrentielles et inondations ont fait 31 morts depuis neuf jours. Le ministre de l'Intérieur Vasile Blaga a précisé que 31 personnes étaient décédées depuis le 14 août, dont 13 dans la seule région de Harghita. Trois personnes sont toujours portées disparues dans la région, dont une fillette de quatre ans. Au total, les intempéries ont fait 41 morts ces derniers jours dans le centre de l'Europe, dont la Suisse, l'Autriche, la Bulgarie et l'Allemagne.
- Pérou : plusieurs centaines de pillards ont afflué sur le site de la chute du Boeing 737-200 de la compagnie TANS qui s'est écrasé en Amazonie péruvienne, à la recherche d'objets de valeur à récupérer, risquant ainsi d'affecter négativement le travail des enquêteurs qui ne sont pas encore arrivés sur place.
- Turquie : un incendie à l'origine inconnue s'est déclaré à bord de leur navire, L'Ufuk-1, dans les eaux internationales de la mer Noire à 78 milles nautiques au large de Trabzon, principale ville portière turque du nord-est du pays alors qu'il faisait route vers le port russe de Sotchi. Les trente-trois passagers et les 20 membres d'équipage, ont été rapatriés dans la soirée. Un seul des passagers qui souffre de douleurs à la poitrine a été hospitalisé.

### Vendredi26 août 2005
- France : au moins dix-sept personnes, dont quatorze enfants, ont péri dans la nuit dans l'incendie d'un immeuble « vétuste », selon des témoins, occupé par des familles africaines dans le 13e arrondissement de Paris, à l'angle du boulevard Vincent-Auriol et de la rue Edmond-Flamand. Nicolas Sarkozy s'est rendu dans la nuit sur les lieux de l'accident en compagnie du préfet de police Pierre Mutz. Bertrand Delanoë est arrivé à 9 h. Selon un bilan provisoire, dix-sept morts (dont six enfants parmi lesquels un bébé de quelques mois) et 30 blessés, dont deux graves, avaient été recensés peu avant 6 h. À la même heure, l'origine de ce sinistre n'avait pas été déterminée.
- États-Unis : l'ouragan Katrina poursuivait sa route dans le golfe du Mexique, après avoir fait sept morts et des dégâts considérables en Floride. Une famille de cinq personnes est portée disparue en mer. Les vents atteignaient 161 kilomètres à l'heure, et Katrina, devenue un ouragan de catégorie 2, pourrait selon les prévisions encore se renforcer d'ici à ce qu'elle touche à nouveau terre, entre la Floride et la Louisiane, au début de la semaine prochaine, avec des vents susceptibles d'atteindre les 211 kilomètres à l'heure. L'ouragan avait touché terre une première fois jeudi soir, sur le comté de Miami-Dade, avant de repartir vers la mer, se déplaçant vers l'ouest selon une trajectoire erratique.
- France, Politique : l'université d'été du Parti socialiste débute aujourd'hui à La Rochelle, sur fond de divisions internes. La guerre des chefs a pris le dessus sur l'opposition à la droite.
- Chine : un accident de mine fait 15 morts.
- Japon : à la suite de l'arrivée du typhon Mawar une personne est morte et quatre autres ont été blessés.
- France : Al-Qaïda prépare un attentat contre un grand centre financier dans l'Extrême-Orient asiatique ou en Australie pour miner la confiance des investisseurs dans la région, a affirmé le juge d'instruction anti-terroriste français Jean-Louis Bruguière, dans une interview publiée par le Financial Times. "Nous avons des éléments d'information qui nous font penser que des pays de la région, spécialement le Japon, peuvent être la cible" du réseau al-Qaïda, a déclaré le magistrat citant comme objectif possible des attentats Tokyo, Singapour et Sydney. "Toute attaque contre un marché financier comme le Japon aurait mécaniquement un impact économique important sur la confiance des investisseurs. D'autres pays dans la région, comme Singapour et l'Australie, sont aussi des cibles potentielles", a-t-il ajouté.
- Iran : une collision entre trois autocars a fait au moins 22 morts.
- Finlande : les autorités finlandaises ont annoncé la découverte d'un cas suspect de grippe aviaire dans le nord du pays. Le ministère de l'Agriculture a expliqué que cette affaire concernait une mouette près de la ville de Oulu, à environ 600 kilomètres au nord de Helsinki. Les résultats définitifs des analyses ne sont pas attendus avant trois semaines. Une porte-parole du ministère, a cependant jugé peu probable qu'il s'agisse de la souche H5N1 de la grippe aviaire qui sévit en Asie et dans l'est de la Russie. Pour l'instant, aucun cas avéré de la maladie n'a été signalé en Europe.
- Portugal : deux nouveaux foyers se sont déclarés, alors que les pompiers avaient réussi à maîtriser tous les incendies qui ravageaient le pays depuis des semaines. Un incendie dans la région de Guarda s'est propagé sur une route, entraînant une coupure de la circulation. Environ 95 pompiers, appuyés par 24 engins de secours, luttaient contre le sinistre sur deux fronts. Les services de météorologie prédisent la poursuite de la baisse des températures dans les jours à venir, mais une remontée pour la semaine prochaine.
- Venezuela : le président Hugo Chávez se prépare au risque d'assassinat et accuse le président américain George W. Bush.
- Autriche : mort du dramaturge et réalisateur autrichien Wolfgang Bauer, à l’âge de 64 ans des suites d’une maladie à Graz.
- Québec : mort de Denis D'Amour, le guitariste du groupe québécois de thrash metal progressif Voivod, d'un cancer du côlon, à Montréal. Il avait 45 ans.

### Samedi27 août 2005
- France, politique : il y aura quatre candidats à la candidature des Verts à la présidentielle de 2007, l’ancien ministre et député de Paris, Yves Cochet, la sénatrice et ancienne ministre Dominique Voynet, le député européen, Alain Lipietz et le député de la Gironde, Noël Mamère.
- France, politique : à l’occasion de l’université d’été du Front national, Jean-Marie Le Pen a tenu à préciser qu’il était candidat à sa succession à la tête du parti et qu’il sera candidat à l’élection présidentielle de 2007.
- France, politique : le député et ancien premier ministre, Laurent Fabius et le député du Val-d'Oise et ancien ministre, Dominique Strauss-Kahn ont confirmé leur candidature à la candidature du PS pour l’élection présidentielle de 2007. Tandis que la maire de Lille, Martine Aubry a révélé qu’elle songeait à être candidate à la candidature socialiste pour l’élection présidentielle de 2007. Soulignant les tensions au sein du parti héritées du référendum sur la Constitution européenne, l’ancienne ministre de l’Emploi de Lionel Jospin a estimé que les femmes feraient peut-être un meilleur travail à la tête du PS grâce à un esprit moins batailleur et plus posé.
- Vatican : le pape Benoît XVI exprime sa douleur pour les victimes de l’incendie qui a ravagé un immeuble vétuste à Paris.
- France : le ministre des Transports Dominique Perben a annoncé que le gouvernement réfléchit à une nouvelle limitation de la vitesse sur autoroute qui pourrait passer de 130 à 110 kilomètres à l'heure. Le ministre délégué à l’Industrie, François Loos avait évoqué cette mesure pour faire face à la montée des prix du pétrole.
- Italie : un ressortissant croate est mort vraisemblablement des suites d’une intoxication alimentaire, et une dizaine d’autres personnes ont été hospitalisées dans le nord du pays après avoir mangé une herbe locale au cours d’un dîner qui faisait suite à des funérailles. Selon un médecin travaillant au service des soins intensifs de l’hôpital d’Esine Val Camonica près de Brescia, cette herbe est similaire à une plante toxique qui a pour nom scientifique aconitum napellus (du latin napus, navet, en raison de la forme de la racine).
- Kosovo : le président Ibrahim Rugova a été évacué par avion vers la base militaire américaine de Landstuhl en Allemagne afin d’y recevoir des soins médicaux à la suite d’une dégradation de son état de santé qui l’a contraint cette semaine à réduire ses activités.
- Pologne : Stanisław Dziwisz, le secrétaire particulier du défunt pape Jean-Paul II, a été fait archevêque de Cracovie devant des dizaines de milliers de fidèles. Le défunt pape avait souhaité que son ami occupe les fonctions qu’il avait lui-même remplies avant d’être élu à la tête de l’Église catholique romaine.
- Mexique : un Boeing 727 de la compagnie bolivienne Aeroboliviana qui devait se poser à Mexico a effectué un atterrissage d’urgence à Acapulco, dans le sud du pays, après avoir signalé un problème sur un moteur. Selon le centre de contrôle de l’aéroport d’Acapulco, le pilote du vol 911 en provenance de l’aéroport de El Alto à La Paz a signalé un problème à un moteur après une escale à Guayaquil, en Équateur, et a demandé l’autorisation pour un atterrissage d’urgence. L’appareil s’est posé sans incident.
- France : mort de l’ancien député (RPR) du Haut-Rhin de 1967 à 1986, Antoine Gissinger, d’un arrêt cardiaque à l’âge de 91 ans.
- France : interpellation de quinze personnes pour fauchage de maïs transgénique cultivé par la coopérative Limagrain pour le compte de la société Meristem Thérapeutic, ce fauchage a été soutenu par Attac. Les faucheurs volontaires risquent cinq ans de prison et 75 000 € d’amende pour destruction de bien d’autrui en réunion.
- Sciences : selon une méta-analyse publié dans The Lancet , l’homéopathie serait seulement aussi efficace qu’un placebo. Cette conclusion est rejetée par le laboratoire Boiron qui accuse les auteurs d’avoir choisi les études de manière partiale. De plus il affirme que cette étude intervient alors qu’un rapport préliminaire de l’Organisation mondiale de la santé (OMS) sur l’homéopathie présenterait des conclusions favorables à l’homéopathie.

### Dimanche28 août 2005
- Irak : malgré la difficulté de faire émerger un consensus, la Constitution irakienne est désormais prête à être soumise au référendum au mois d’octobre.
- Venezuela : lors d’une manifestation organisé à Caracas par l’opposition afin de réformer le code électoral avant les élections législatives de décembre, des affrontements entre partisans et adversaires de Hugo Chávez, le président du pays, ont eu lieu.
- États-Unis : le sulfureux rappeur américain Marion Knight a été blessé par balle à une jambe dans la nuit lors d’une soirée organisée par l’artiste hip-hop Kanye West à Miami Beach en Floride. Selon la police, il a été hospitalisé dans un état satisfaisant compte tenu de sa mésaventure.
- Philippines : une bombe artisanale qui n’était pas destinée à tuer a explosé à bord d’un ferry dans le sud du pays, faisant au moins 30 blessés dont neuf enfants, alors que le bateau embarquait des passagers à destination de la ville de Zamboanga. Au moins six personnes, dont un soldat, ont été gravement brûlées dans l’explosion qui s’est produite vers 7 h 30, heure locale (23 h 30 UTC) sur un quai à Lamitan dans l’île de Basilan.
- Aéronautique : un Airbus A300 transportant 160 passagers à destination d’Antalya en Turquie et affrété par la compagnie turque Fly Air a été immobilisé à l’aéroport de Roissy par la Direction générale de l'Aviation civile (DGAC). Les papiers de l’avion n’étaient pas en règle et un pneu de l’appareil était défectueux, a constaté la DGAC lors de son contrôle.
- États-Unis : le maire de La Nouvelle-Orléans a ordonné l’évacuation immédiate de toute la ville, qui compte 485 000 habitants, à l’approche de l’ouragan Katrina. Le gouverneur de la Louisiane Kathleen Blanco a précisé lors d’une conférence de presse que le président George W. Bush avait personnellement appelé à l’évacuation obligatoire de la ville. L’ouragan Katrina s’est encore renforcé pour passer en catégorie 5 avec des vents soufflant à 257 kilomètres à l'heure alors que de nombreux habitants du sud de la Louisiane ont pris la route pour fuir son arrivée. Un ouragan de catégorie 5, le plus haut degré sur l’échelle de Saffir-Simpson peut causer des dégâts catastrophiques. Seuls trois ouragans de catégorie 5 ont touché le pays depuis que les autorités conservent les informations. Des responsables s’inquiétaient du fait que nombre de personnes ne prenaient pas cette monstrueuse perturbation suffisamment au sérieux.
- Aéronautique : un Boeing 737 charter de Hola Airlines, affrété par la compagnie belge TNT Airways, qui s’apprêtait à décoller de l’île de Corfou à destination de Bruxelles, a dû rester au sol après avoir percuté des oiseaux sur la piste. Le pilote de l’appareil, avec 149 passagers à bord, a décidé de ne pas continuer le vol, prévu à 10 h 45 locales (9 h 45 HB), après qu’un des moteurs de l’appareil a été endommagé par les oiseaux.
- L’islamiste jordanien Abou Moussab Al-Zarqaoui, qui dirige la branche irakienne du réseau al-Qaïda, préparerait une action d’envergure en Europe. C’est ce qu’a affirme l’hebdomadaire américain Time dans son numéro à paraître lundi. Le magazine, qui s’appuie sur des informations recueillies auprès de services de renseignements européens, écrit que Zarqaoui supervise des préparatifs menés par des agents très entraînés pour un attentat de large envergure en Europe.
- France : mort de Jacques Dufilho, acteur de théâtre et de cinéma récompensé par plusieurs César et Molière. Il avait 91 ans.

### Lundi29 août 2005
- Météorologie : information sur l’ouragan Katrina.
- Santé : une campagne géante de 24 millions de vaccinations contre la polio a été lancée en Indonésie.
- France : la Direction générale de l'Aviation civile a publié la liste noire des compagnies aériennes interdites dans l’espace français en raison du danger qu’elles pourraient représenter faute de conformité aux normes internationales. Cinq compagnies y figurent: la nord-coréenne Air Koryo, interdite depuis avril 2001, l’américaine Air Saint-Thomas, interdite depuis le 19 mars 2004, la libérienne International Air Services, interdite depuis le 1er avril 2004, la mozambicaine Lineas de Mozambique (LAM) et le transporteur Transairways affrété par LAM, interdite depuis le 3 décembre 2004 et la thaïlandaise Phuket Airlines, interdite depuis le 4 juin 2005. La DGAC souligne que cette liste n’est pas définitive et que lorsqu’un transporteur du tableau ci-dessus apporte les éléments techniques nécessaires permettant de garantir la conformité de ses conditions d’exploitation et d’entretien aux standards internationaux, il pourra en être retiré.
- Indonésie : l’ambassade de Grande-Bretagne a été brièvement évacuée après avoir reçu un colis suspect qui s’est avéré inoffensif. Le paquet contenait simplement des biscuits salés aux crevettes, un baladeur et une paire d’enceintes. Ce paquet avait été envoyé à un policier chargé de la sécurité de l’ambassade par un membre de sa famille. Cette fausse alerte survient alors que le président Susilo Bambang Yudhoyono a annoncé l’imminence d’attaques terroristes et donné l’ordre aux services de sécurité de renforcer leur surveillance.
- Japon : l’aéroport de Sendai, une ville située à 300 kilomètres au nord de Tokyo, a fermé au moins une piste après qu’un interlocuteur anonyme l’a appelé en affirmant avoir mis une bombe sur un vol du matin de la Japan Airlines avec 49 passagers et cinq membres d’équipage à bord effectuant la liaison Sendaï-Sapporo, sur l’île septentrionale de Hokkaidō. Le vol a été annulé et les policiers fouillent l’appareil mais aucun engin explosif n’a encore été trouvé.
- Religion : le porte-parole du Vatican Joaquin Navarro-Valls a annoncé que le pape avait renoué le dialogue avec les intégristes de la Fraternité Saint-Pie-X et avait reçu Mgr Bernard Fellay dans sa résidence d’été à Castel Gandolfo[42].
- France : mort du journaliste et écrivain français Philippe Revil, collaborateur des journaux Le Monde, Le Canard enchaîné, Le Point et Alpes Loisirs. Il a été retrouvé mort au pied d’une barre rocheuse en Savoie, victime d’une chute de plusieurs mètres. Philippe Revil, âgé de 50 ans, marié et père de deux enfants, était parti samedi faire une randonnée et avait garé sa voiture à Bellecombe-en-Bauges. Il n’était pas rentré le soir et sa famille avait donné l’alerte. Il a été retrouvé mort ce matin à 1 519 m d’altitude au lieu-dit Les Bufs.
- Argentine : une équipe argentine de médecins légistes a identifié les restes de la religieuse française, Léonie Duquet, disparue pendant la dictature militaire en Argentine (1976-83).
- France, Paris : un violent incendie a fait sept morts dont quatre enfants et quatorze blessés dont trois dans un état grave dans le IIIe arrondissement de Paris. Le sinistre s’est déclaré au premier étage d’un immeuble au 8 rue du Roi doré squatté par des familles nombreuses ivoiriennes dont la moitié étaient des étrangers en situation irrégulière. Une centaine de pompiers et 30 véhicules ont été mobilisés pour maîtriser le feu.
- ONU : Vladimir Poutine et Silvio Berlusconi affichent leurs divergences sur la réforme de l’ONU, le premier soutient l’Allemagne, le second l’Italie, afin qu’ils deviennent membres permanents du Conseil de sécurité.
- États-Unis : George W. Bush envisage de puiser dans la réserve pétrolière stratégique pour pallier le manque d’approvisionnements des raffineries dû à l’ouragan Katrina.
- Afghanistan : la culture de l’opium a baissé de 21 % en 2005 grâce aux différentes mesures prises, annonce un responsable onusien.
- France : Dominique Strauss-Kahn a laissé entendre sur LCI, qu’il n’envisageait pas de retirer sa candidature à l’investiture des socialistes pour la présidentielle de 2007 si Lionel Jospin était lui-même candidat à la candidature.
- France : le Bureau d'enquêtes et d'analyses (BEA) a ouvert une enquête à la suite de l’atterrissage mouvementé d’un ATR 42 assurant la liaison Auxerre-Lyon, avec à son bord 23 passagers, des joueurs de l’Olympique lyonnais (L1 de football). L’ATR 42-500 a subi des dommages au train d’atterrissage principal survenu vers 1 h du matin.

### Mardi30 août 2005
- Terrorisme, attentat de Lockerbie : un ancien haut responsable de la police écossaise désirant rester anonyme, ayant participé à l’enquête, affirme que la CIA aurait « écrit le scénario » accusant la Libye. Il affirme que la pièce à conviction décisive, un fragment de circuit intégré du détonateur, a été « fabriqué » et « planté » par des agents de la CIA qui enquêtaient sur la tragédie[43].
- Pays-Bas : la détentrice du record mondial de longévité, la néerlandaise Hendrikje van Andel-Schipper, est morte à l’âge de 115 ans. La cause du décès n’est pas encore connue mais elle est morte tranquillement pendant son sommeil.
- Pakistan : un car heurte un câble électrique, douze morts.
- Israël : l’ancien premier ministre Benyamin Netanyahou annonce qu’il est candidat à la direction du parti Likoud lançant ouvertement le défi à l’actuel patron du parti, le Premier ministre Ariel Sharon.
- République tchèque : le pays confirme son adhésion à la zone euro en 2010.
- France : selon une étude IFOP[réf. nécessaire], le député et ancien ministre Jack Lang est le meilleur candidat pour représenter le Parti socialiste et celui qui incarne le mieux les valeurs de gauche pour l’élection présidentielle de 2007. Il est suivi de très près par le député et ancien ministre Dominique Strauss-Kahn.

### Mercredi31 août 2005
- France : un incendie s’est déclaré vers 20 h 23 au niveau d’un ancien cinéma, le Royal Rivoli, reconverti en hangar de jouets situé au bas de l’immeuble 78 de la rue de Rivoli tout près de l’hôtel de ville dans le IVe arrondissement de Paris. Le hangar qui contenait essentiellement des jouets en plastique a provoqué un nuage une fumée visible à plusieurs kilomètres à la ronde. 22 véhicules et une centaine de sapeurs-pompiers ont été mobilisés. Il a été maîtrisé vers 22 h. Cet incendie aura nécessité l’évacuation des quatre premiers étages de l’immeuble directement touché. Il n’aurait pas fait de victime mais deux pompiers ont été légèrement blessés. On ignore encore dans quelles circonstances le sinistre s’est déclaré. Ce violent incendie est le troisième en deux semaines dans Paris.
- Grippe aviaire : le virus de la grippe aviaire, qui sévit dans plusieurs pays d’Asie, pourrait être propagé par des oiseaux sauvages au Moyen-Orient, en Europe, en Asie du Sud et en Afrique, a mis en garde l’Organisation des Nations unies pour l’alimentation et l’agriculture (FAO). Les oiseaux provenant de Sibérie, où le virus H5N1 a été récemment détecté, pourraient, à terme, transporter le virus vers la mer Caspienne et la mer Noire. Ces régions, ainsi que les pays des Balkans pourraient offrir au virus une porte d’entrée vers l’Europe centrale. Les voies migratoires passent également par l’Azerbaïdjan, l’Iran, l’Irak, la Géorgie, l’Ukraine et quelques pays méditerranéens où des flambées de grippe aviaire ne sont pas à écarter. L’Inde et le Bangladesh, actuellement non infectés, sont également menacés. Ces deux pays, situés le long des principales routes migratoires, pourraient se transformer en une vaste zone où la grippe aviaire serait endémique.
- Irak : une rumeur sur la présence de deux kamikazes portant des ceintures d’explosifs sur un pont de la capitale irakienne a provoqué un mouvement de panique durant un deuil chiite. Le bilan provisoire est de 965 morts et de 815 blessés. La majorité des victimes sont des femmes et des enfants, a indiqué le ministère de l’Intérieur. De nombreux pèlerins sont tombés dans le Tigre, les autres ont été piétinés ou écrasés sur le pont. Il s’agit de l’événement le plus meurtrier survenu dans le pays depuis l’invasion du pays en mars 2003. Le premier ministre Ibrahim Jaafari a décrété trois jours de deuil national dans le pays.
- Australie : évacuation de la bourse de Sydney après une alerte à la bombe.
- Chine : le pays va suspendre la production dans 7 000 mines de charbon, ce qui équivaut au tiers des mines du pays, pour procéder à l’amélioration de la sécurité. Les mines petites et faiblement équipées pour la plupart et dont la fermeture est annoncée devront impérativement améliorer leur sécurité et ne seront pas autorisées à rouvrir avant qu’elles ne se mettent aux normes. Cette annonce survient deux jours après la confirmation de la mort de 123 mineurs.
- Salvador : les autorités ont décrété l’alerte jaune face au risque d’éruption du volcan Santa Ana, situé à une soixantaine de kilomètres de San Salvador. Le service national des études territoriales (SNET) a constaté entre samedi et lundi un accroissement anormal de l’activité sismique à proximité du volcan, signe précurseur d’une possible éruption. Les autorités qui ont interdit les excursions touristiques ou pédagogiques aux alentours du Santa Ana, n’ont cependant pas jugé nécessaire dans l’immédiat l’évacuation d’environ 20 000 personnes habitant aux pieds du volcan.
- Portugal : le socialiste Mario Soares, président du Portugal à deux reprises entre 1986 et 1996, a annoncé sa candidature à l’élection présidentielle de janvier 2006.
- Royaume-Uni : mort de l’acteur britannique Michael Sheard, à son domicile de l’île de Wight au sud de l’Angleterre d’un cancer. Il avait 65 ans.
- France : mort de Gabrielle Pourchet, présidente de la République libre du Saugeais, à l’hôpital de Pontarlier dans le Doubs où elle avait été admise il y a quelques jours. Elle avait 99 ans.
- France : mort d’André Debry, l’un des neuf derniers «poilus» de la Première Guerre mondiale. André Debry est mort à Argenton-sur-Creuse à l’âge de 107 ans.

### Décès
Pour un article plus général, voir Décès en 2005.